# Unione Sportiva Juventus Domo 1942-1943
Questa voce raccoglie le informazioni riguardanti l'Unione Sportiva Juventus Domo nelle competizioni ufficiali della stagione 1942-1943.

## Rosa
| N. |                   | Ruolo | Calciatore       |
| -- | ----------------- | ----- | ---------------- |
|    | Italia (bandiera) | A     | Giovanni Bermone |
|    | Italia (bandiera) | C     | L. Brambilla     |
|    | Italia (bandiera) | A     | E. Costa         |
|    | Italia (bandiera) | A     | L. De Cesari     |
|    | Italia (bandiera) | C     | Giovanni Donna   |
|    | Italia (bandiera) | D     | Emilio Drutto    |
|    | Italia (bandiera) | C     | E. Filippini     |
|    | Italia (bandiera) | D     | B. Fresia        |
|    | Italia (bandiera) | C     | Natale Gaggiotti |
|    | Italia (bandiera) | P     | Arialdo Giobbi   |
|    | Italia (bandiera) | D     | Oreste Giorcelli |
|    | Italia (bandiera) | A     | A. Lanzi         |
|    | Italia (bandiera) | C     | P. Mazza         |
|    | Italia (bandiera) | A     | B. Molinari      |

| N. |                   | Ruolo | Calciatore       |
| -- | ----------------- | ----- | ---------------- |
|    | Italia (bandiera) | C     | Antonio Moriggia |
|    | Italia (bandiera) | P     | G. Negri         |
|    | Italia (bandiera) | A     | G. Paglino       |
|    | Italia (bandiera) | C     | N. Passilongo    |
|    | Italia (bandiera) | P     | S. Pessina       |
|    | Italia (bandiera) | D     | Natale Pisani    |
|    | Italia (bandiera) | D     | Giuseppe Ponti   |
|    | Italia (bandiera) | D     | Primo Ranaboldo  |
|    | Italia (bandiera) | C     | R. Rossi         |
|    | Italia (bandiera) | A     | L. Tabacchini    |
|    | Italia (bandiera) | A     | M. Tarabbia      |
|    | Italia (bandiera) | P     | Bruno Torricelli |
|    | Italia (bandiera) | A     | Spartaco Viani   |